# Бријер сир Фер
Бријер сир Фер (фр. Bruyères-sur-Fère) насеље је и општина у североисточној Француској у региону Пикардија, у департману Ен (Пикардија) која припада префектури Шато Тјери.
По подацима из 2011. године у општини је живело 202 становника, а густина насељености је износила 22,32 становника/km². Општина се простире на површини од 9,05 km². Налази се на средњој надморској висини од 136 метара (максималној 169 m, а минималној 91 m).

## Демографија
| 1962. | 1968. | 1975. | 1982. | 1990. | 1999. | 2011. |
| ----- | ----- | ----- | ----- | ----- | ----- | ----- |
| 217   | 233   | 224   | 184   | 213   | 217   | 202   |

График промене броја становника у току последњих година